# Tall Timber
Pour plus de détails, voir Fiche technique et Distribution.
Tall Timber est un court métrage de la série Oswald le lapin chanceux, produit par les studios Disney et sorti le 9 juillet 1928.

## Synopsis
Oswald part dans les forêts du nord-ouest américain à la chasse. Il défie les rapides en canoë et chasse l'oie mais fait un trou dans son embarcation avec son arme. Après avoir été poursuivi par les volatiles, il se cache dans une caverne dans laquelle il est contraint de se battre contre l'occupant, un ours. Il finit vainqueur avec la peau de l'animal sur le dos.

## Fiche technique
- Titre : Tall Timber
- Titre de travail[1] : Northwoods
- Série : Oswald le lapin chanceux
- Réalisateur : Walt Disney
- Animateur : Hugh Harman, Rollin Hamilton
- Camera[1] : Mike Marcus
- Producteur : Charles Mintz
- Production : Disney Brothers Studios sous contrat de Robert Winkler Productions
- Distributeur : Universal Pictures
- Date de sortie : 9 juillet[1],[2],[3] 1928
- Autres dates[1] :
  - Dépôt de copyright : 20 juin 1928 par Universal
- Format d'image : Noir et Blanc
- Durée : 8 min[3]
- Langue : (en)
- Pays :  États-Unis

## Commentaires
Dans ce film, le studio de Disney utilise un humour qualifié de « libertin » : Après une bagarre avec un ours dans son antre, Oswald se retrouve avec la peau de l'ours sur le dos et l'ours en sous-vêtements féminins.